# سوسن كاذب ساحلي
السوسن الكاذب الساحلي هو نوع من جنس السوسن، وهو جزء من جُنيس يُعرف باسم سوسن Iris subg. Limniris و في سلسلة Iris ser. Spuriae وهو نويع من السوسن الكاذب, نبات معمر بدون لحية له جذمور، من المناطق الساحلية في أوروبا وشمال إفريقيا مع أزهار زرقاء بنفسجية. يزرع للزينة في المناطق المعتدلة.

## وصف
لها جذمور،  غير موصوف.
لها أوراق قاعدية يمكن وصفها بأنها دائمة الخضرة (تبقى على النبات حتى خلال فصول الشتاء شديدة البرودة).   عرضها بين 6 مم إلى 2 سم.  يمكن أن تنمو بطول ساق الإزهار خلال وقت الإزهار، لكن يمكنها أن تنمو أكثر بعد انتهاء مدة الإزهار. 
لها ساق ينمو طولها بين 20–70 سنتيمتر (8–28 بوصة).  
يحتوي الجذع على عدة قنابات خضراء،   ضيقة و مستدقة (أوراق برعم الزهرة). وتغطي الجذع بالكامل.  الأوراق بشكل عام تصل إلى طول 8 سم،  وأطول من السلاسل الداخلية. 
تحتوي السيقان على 2-4 أزهار (أعلى الساق),    بين الربيع والصيف،    أو بين أبريل ويوليو.  
لها  زهور برائحة ألوانها درجات الأزرق البنفسجي،    أرجواني،   بنفسجي،  أو أزرق غامق.  
لها زوجان من البتلات، و 3 سبلات كبيرة (بتلات خارجية), والمعروفة باسم «الشلالات» و 3 بتلات داخلية أصغر (أو tepals, والمعروفة باسم «المعايير». الشلالات لها شفرة مستديرة منحرفة، طولها 3–8 سنتيمتر (1–3 بوصة),   مع مركز أصفر أو قشدي أو أبيض مغطى بعروق كثيفة باللون البنفسجي أو الأزرق البنفسجي.    خلف النصل لديها قانون أطول (جزء من البتلة الأقرب إلى الجذع) مع شريط أخضر.   
على عكس نباتات السبوريا الأخرى في سلوفاكيا، فإن الأزهار لها عروق مميزة واضحة على النصل، الأجزاء الطرفية المتضخمة من الشلالات.  المعايير منتصبة، رمحية الشكل، ضيقة الشكل طولها 3–6 سنتيمتر (1–2 بوصة). 
لها ندبات بنفسجية، لها فصين حاد ومنتصب،  وله أيضاً مبيض ذو قمة ضيقة. 

### الكيمياء الحيوية
نظراً لأن معظم السوسن ثنائية الصبغيات، وتحتوي على مجموعتين من الكروموسومات، يمكن استخدام هذا لتحديد التهجين وتصنيف التجمعات.  يحتوي على عدد كروموسوم: 2n = 38.  

## التصنيف
يكتب 海岸 ア イ リ ス بالخط الياباني.
يشير الاسم النباتي «ماريتيما» المشتق من الكلمة اللاتينية «ماريتيموس» وتعني الذي ينمو على حافة البحر.
لها العديد من الأسماء الشائعة مثل؛ seashore Iris, maritime Iris, or marine Iris. 
ومن المعروف في اللغة الكاتالونية باسم كولتيل ماري. 
نُشر في الأصل باسم Iris maritima بواسطة Jean-Baptiste Lamarck في Flore Françoise, أو أوصاف Succinctes de Toutes les Plantes qui Croissent Naturellement en France في باريس (Fl. Franç.) المجلد 3., الصفحة 497, 1779.
نشر في مجلدات مجلة كيرتس النباتية 27-28 في عام 1808م. ثم في الجدول. موسوعة. المجلد 3 في الصفحة 497 في عام 1823م، أيضاً بواسطة لامارك.
تم إعلان هذا لاحقاً على أنه اسم غير قانوني (أو غير شرعي) بسبب التداخل مع Iris maritima . (نُشر في الأصل في جارد. قاموس. الطبعة 8 الصفحة 11, 1768م ). على الرغم من أن هذا تم إعلانه لاحقاً كمرادف لـ Iris sibirica L.
تم جمع العينات بواسطة Huet و Jacquin في عام 1861م. ثم زادها ويليام ريكاتسون دايكس عام 1911م. توصل دايكس بعد ذلك إلى بعض علاقات سلسلة Spuria Irises التي نُشرت في كتابه السوسن في عام 1913م.
تم نشرها بعد ذلك باسم Iris spuria subsp. maritima بواسطة Paul Victor Fournier, في مجلة Quatre Fl. في فرنسا المجلد 190 عام 1935م.  
تم توثسقها من قبل دائرة البحوث الزراعية بوزارة الزراعة الأمريكية في 9 يناير 2003م، وتم تحديثه بتاريخ 3 ديسمبر 2004م. 

## الانتشار والموطن

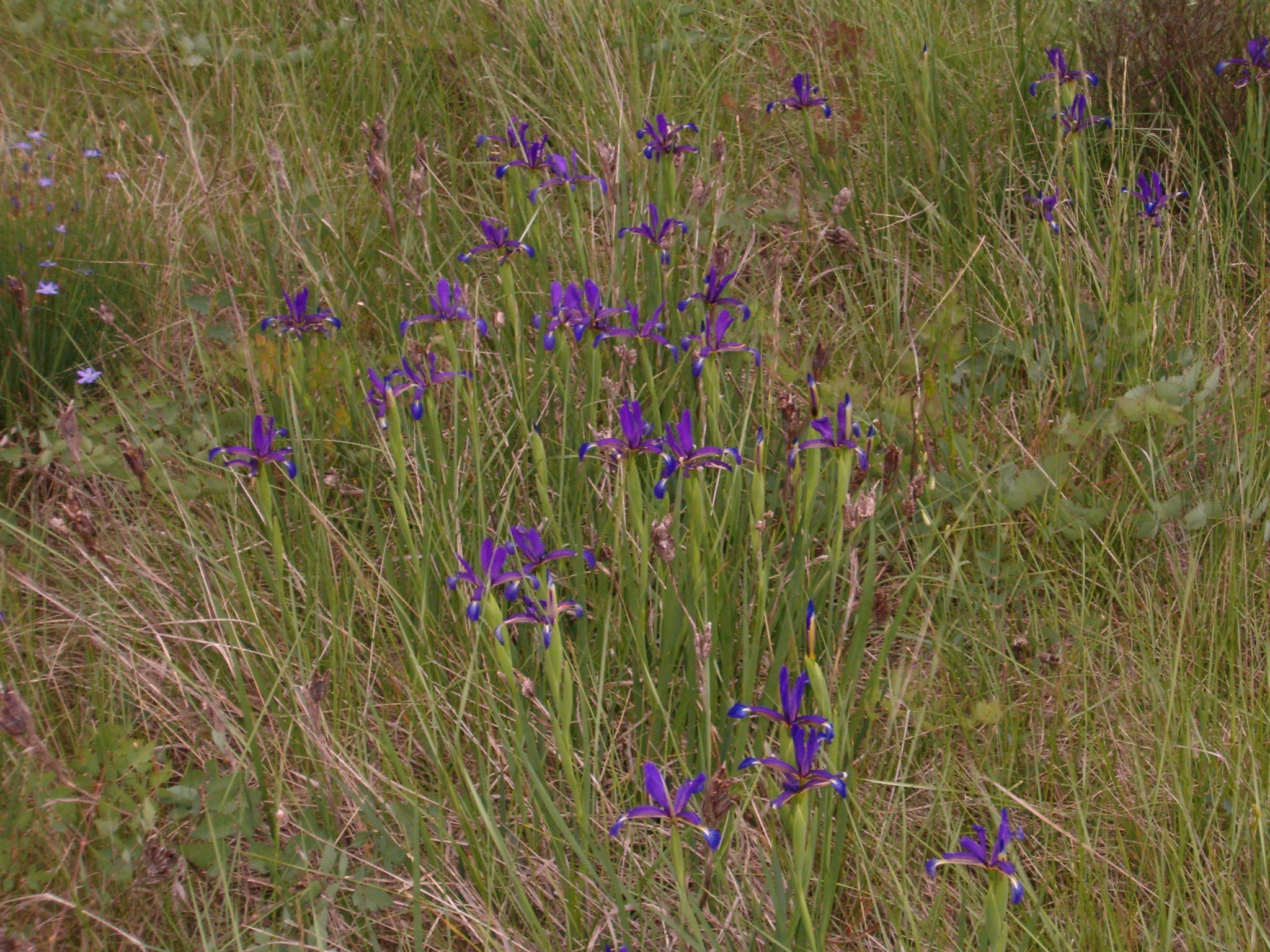
السوسن الكاذب الساحلي في فرنسا

موطنها الأصلي في المناطق المعتدلة في شمال إفريقيا و أوروبا. 

### النطاق
توجد داخل إفريقيا، في الجزائر. توجد داخل أوروبا،    في فرنسا،    و إسبانيا.   
توجد على طول سواحل البحر الأبيض المتوسط و المحيط الأطلسي،    (في جنوب أوروبا وشبه الجزيرة الأيبيرية).  
يمكن العثور عليها أيضاً في كورسيكا،  وفي البلقان.  
وجدت على وجه التحديد في العديد من مقاطعات فرنسا، بما في ذلك، شرنت مرتم،  (بالقرب من سيريه دي أونيس وروشفور ) هيرولت،  فُندي،   (بالقرب من سان دوني- du-Payré, )البرانس الشرقية (بالقرب من Argelès-sur-Mer, ) وفار،  (بالقرب من إيرش.  )
أيضاً داخل إسبانيا بالقرب من مدريد  أراغون و نافارا.

### الموطن
تم العثور عليها تنمو في المروج الرطبة،    والمستنقعات،    بالقرب من البحر. 
تنمو على ارتفاعات قد تصل إلى حوالي 300 متر فوق مستوى سطح البحر.  

## الحفاظ عليها
هي نوع من النباتات النادرة أو المهددة بالانقراض، على غرار Spearwort لسان أدير. 
تعيش في أماكن محمية متنوعة من أوروبا.   
داخل Bardenas Reales (في إسبانيا), تنمو السوسن جنباً إلى جنب مع السحلية (Ophrys scolopax). 
على الرغم من أنه في عام 2014م فقدت من قسم Var. 

## زراعة
تعتبر شديدة التحمل بحسب وزارة الزراعة الأمريكية من المنطقة 4 إلى 9 أو  (أوروبا) المنطقة 7 (من -17.7 إلى -12.3)درجة مئوية).  يمكن أيضاً تحمل درجات حرارة منخفضة تصل إلى -34 درجة مئوية. 
يمكن زراعته في معظم ترب الحدائق،  بما في ذلك التربة الطينية.  على الرغم من أنها لا تفضل التربة المغذية بشكل مفرط.  يمكنها تحمل مستويات الأس الهيدروجيني بين المحايد والحامضي.   
يفضل وضعها في أماكن مشمسة بشكل كامل.   
لديها احتياجات مائية منخفضة إلى متوسطة.  
يمكن استخدامها داخل الحديقة بحدود مختلطة، في حديقة من الحصى، تستخدم كزهرة مقطوفة.  يمكن استخدامه كمصنع للغطاء الأرضي في بعض الأماكن،  أو في مشاريع تنسيق الحدائق. 
يمكن العثور على العينات في المعشبات المختلفة، بما في ذلك؛ حدائق كيو، متحف هوف فيينا، جامعة كامبريدج، المتحف البريطاني (في قسم التاريخ الطبيعي في جنوب كنسينغتون، لندن) ومعشبة الحديقة النباتية في برلين. 

### التهجين والأصناف
تشمل الأصناف المعروفة Belise (Simonett 1964) - الذي يبلغ طولها 36 بوصة، ذات اللون الأزرق الخزامى من صليب من نوعين، Iris spuria subsp. maritima المتقاطعة مع Iris spuria subsp. carthaliniae.